# Hybrid Theory (EP)
Hybrid Theory foi o primeiro Extended play da banda Hybrid Theory, gravado e lançado independentemente em maio de 1999. Mais tarde nesse ano, a banda mudou seu nome para Linkin Park e assinou com a Warner Bros Records. Foi remixado e remasterizado em uma outra edição limitada em 2001, com pequenas alterações nos créditos e arte, para os membros do fã-clube do Linkin Park.
O financiamento para a prensagem original foi obtida através de um acordo de publicação com a Zomba Label Group, após um dos seus representantes, Jeff Blue, ouvir o grupo tocar no Whisky a Go Go. Foram produzidas apenas 1.000 cópias desse EP. "Carousel" foi a primeira canção que a banda gravou na formação completa.

## Faixas
Todas as faixas escritas e compostas por Linkin park. 
| N.º | Título              | Duração |  |
| 1.  | "Carousel"          | 3:00    |  |
| 2.  | "Technique (Short)" | 0:40    |  |
| 3.  | "Step Up"           | 3:35    |  |
| 4.  | "And One"           | 4:33    |  |
| 5.  | "High Voltage"      | 3:30    |  |
| 6.  | "Part Of Me"        | 12:41   |  |

- nota: faixa instrumental escondida de 9:58 (conhecida como "Secret" ou "Ambient" entre os fãs)

## Créditos

### A banda
- Chester Bennington – vocal
- Rob Bourdon – bateria, vocal de apoio
- Kyle Christener - Baixo
- Brad Delson – guitarra solo, baixo, vocal de apoio
- Joe Hahn – DJ, vocal de apoio
- Mike Shinoda – vocal, programação

### Produção
- Mike Shinoda – produtor, mixer
- Mudrock – produtor, mixer ("Carousel", "And One", "Part of Me")
- Pat Kraus – masterização

## Créditos adicionais
- Mike Shinoda – direção de arte, arte da capa
- Joe Hahn – arte da capa